# Karjala Cup 2013
19. edycja turnieju Karjala Cup została rozegrana w dniach 7–10 listopada 2013 roku. Wzięły w nim udział cztery reprezentacje: Czech, Szwecji, Finlandii i Rosji. Każdy zespół rozegrał po trzy spotkania, łącznie odbyło się sześć spotkań. Pięć spotkań odbyło się w hali Hartwall Areena w Helsinkach, jeden mecz rozegrany został w szwedzkim Gävle w hali Läkerol Arena. Turniej był drugim, zaliczanym do klasyfikacji Euro Hockey Tour w sezonie 2013/2014.
Zwycięzcą turnieju została reprezentacja Finlandii.

## Wyniki
| 7 listopada 2013 | Rosja | 3:4 | Finlandia | Hartwall Areena, Helsinki |

| Szczegóły          | Szczegóły                                                              | Szczegóły       | Szczegóły                                                                               | Szczegóły                                                                 |
| ------------------ | ---------------------------------------------------------------------- | --------------- | --------------------------------------------------------------------------------------- | ------------------------------------------------------------------------- |
| Godzina: 18:30 CET | J. Aleksandrow (EQ) 09:01 M. Warnakow (PP) 20:48 J. Awierin (EQ) 45:43 | (1:1, 1:2, 1:1) | 03:45 (PP) J. Hietanen 22:21 (EQ) O. Osala 26:49 (EQ) L. Komarov 53:52 (EQ) S. Salminen | Widzów: 9.883 Sędzia główny: Tobias Bjork Sędziowie liniowi: Marcus Linde |
| Godzina: 18:30 CET | 6 min. kar                                                             |                 | 8 min. kar                                                                              | Widzów: 9.883 Sędzia główny: Tobias Bjork Sędziowie liniowi: Marcus Linde |

| 7 listopada 2013 | Szwecja | 6:0 | Czechy | Läkerol Arena, Gävle |

| Szczegóły          | Szczegóły | Szczegóły       | Szczegóły  | Szczegóły                                                                      |
| ------------------ | --- | --------------- | ---------- | ------------------------------------------------------------------------------ |
| Godzina: 19:00 CET | L. Klasen (EQ) 03:54 S. Hjalmarsson (EQ) 16:03 P. Arlbrandt (EQ) 16:32 L. Klasen (PP) 27:49 S. Hjalmarsson (EQ) 32:18 M. Thörnberg (EQ) 58:37 | (3:0, 2:0, 1:0) |            | Widzów: 4.775 Sędzia główny: Roman Gofman Sędziowie liniowi: Aleksiej Anisimow |
| Godzina: 19:00 CET | 6 min. kar |                 | 6 min. kar | Widzów: 4.775 Sędzia główny: Roman Gofman Sędziowie liniowi: Aleksiej Anisimow |

| 9 listopada 2013 | Szwecja | 2:5 | Rosja | Hartwall Areena, Helsinki |

| Szczegóły          | Szczegóły                                   | Szczegóły       | Szczegóły                                                                                                 | Szczegóły                                                                   |
| ------------------ | ------------------------------------------- | --------------- | --- | --------------------------------------------------------------------------- |
| Godzina: 12:30 CET | O. Moller (PP) 35:58 D. Ullström (PP) 59:59 | (0:2, 1:2, 1:1) | 01:51 (EQ) A. Panarin 10:18 (EQ) E. Lisin 21:20 (EQ) J. Awierin 36:21 (PP) I. Nikulin 54:41 (EQ) E. Lisin | Widzów: 7.729 Sędzia główny: Antti Boman Sędziowie liniowi: Petri Lindqvist |
| Godzina: 12:30 CET | 8 min. kar                                  |                 | 12 min. kar                                                                                               | Widzów: 7.729 Sędzia główny: Antti Boman Sędziowie liniowi: Petri Lindqvist |

| 9 listopada 2013 | Finlandia | 3:2 | Czechy | Hartwall Areena, Helsinki |

| Szczegóły          | Szczegóły                                                          | Szczegóły       | Szczegóły                                    | Szczegóły                                                                  |
| ------------------ | ------------------------------------------------------------------ | --------------- | -------------------------------------------- | -------------------------------------------------------------------------- |
| Godzina: 16:30 CET | P. Kontiola (EQ) 36:08 M. Pyörälä (EQ) 44:21 J. Lehterä (EQ) 54:45 | (0:1, 1:1, 2:0) | 13:40 (PP) J. Petružálek 22:37 (PP) J. Kovář | Widzów: 11.801 Sędzia główny: Tobias Bjork Sędziowie liniowi: Marcus Linde |
| Godzina: 16:30 CET | 31 min.                                                            |                 | 31 min.                                      | Widzów: 11.801 Sędzia główny: Tobias Bjork Sędziowie liniowi: Marcus Linde |

| 10 listopada 2013 | Czechy | 0:2 | Rosja | Hartwall Areena, Helsinki |

| Szczegóły          | Szczegóły | Szczegóły       | Szczegóły                                  | Szczegóły                                                                        |
| ------------------ | --------- | --------------- | ------------------------------------------ | -------------------------------------------------------------------------------- |
| Godzina: 12:30 CET |           | (0:0, 0:0, 0:2) | 40:38 (EQ) A. Popow 41:08 (EQ) M. Warnakow | Widzów: 6 777 Sędzia główny: Stefan Fonselius Sędziowie liniowi: Mikko Kaukokari |
| Godzina: 12:30 CET | 14 min.   |                 | 6 min.                                     | Widzów: 6 777 Sędzia główny: Stefan Fonselius Sędziowie liniowi: Mikko Kaukokari |

| 10 listopada 2012 | Finlandia | 2:3 pd. | Szwecja | Hartwall Areena, Helsinki |

| Szczegóły          | Szczegóły                                    | Szczegóły            | Szczegóły                                                         | Szczegóły                                                               |
| ------------------ | -------------------------------------------- | -------------------- | ----------------------------------------------------------------- | ----------------------------------------------------------------------- |
| Godzina: 16:30 CET | J. Karalahti (PP) 34:35 N. Hagman (EQ) 56:51 | (0:1, 1:1, 1:0, 0:1) | 17:39 (PP) P. Arlbrandt 28:17 (PP) L. Klasen 61:48 (EQ) S. Erixon | Widzów: 11 641 Sędzia główny: Pavel Hodek Sędziowie liniowi: Jan Hribik |
| Godzina: 16:30 CET | 31 min.                                      |                      | 10 min.                                                           | Widzów: 11 641 Sędzia główny: Pavel Hodek Sędziowie liniowi: Jan Hribik |

## Klasyfikacja
| Poz. | Zespół    | M | Pkt | Z | WpD | PpD | P | G+ | G- | +/- |
| ---- | --------- | - | --- | - | --- | --- | - | -- | -- | --- |
| 1    | Finlandia | 3 | 7   | 2 | 0   | 1   | 0 | 9  | 8  | +1  |
| 2    | Rosja     | 3 | 6   | 2 | 0   | 0   | 1 | 10 | 6  | +4  |
| 3    | Szwecja   | 3 | 5   | 1 | 1   | 0   | 1 | 11 | 7  | +4  |
| 4    | Czechy    | 3 | 0   | 0 | 0   | 0   | 3 | 2  | 11 | -9  |

## Klasyfikacje indywidualne
- Klasyfikacja strzelców:  Linus Klasen – 3 gole
- Klasyfikacja asystentów:  Nicklas Danielsson,  David Ullström – 3 asysty
- Klasyfikacja kanadyjska:  Pär Arlbrandt,  David Ullström – 4 punkty
- Klasyfikacja kanadyjska obrońców:  Jere Karalahti – 3 punkty

## Nagrody
Najlepsi zawodnicy na każdej pozycji wybrani przez dyrektoriat turnieju:
- Bramkarz:  Henrik Karlsson
- Obrońca:  Andriej Zubariew
- Napastnik:  Petri Kontiola

Skład gwiazd wybrany przez media:
- Bramkarz:  Henrik Karlsson
- Obrońcy:  Lasse Kukkonen,  Andriej Zubariew
- Napastnicy:  Enwer Lisin,  Petri Kontiola,  Pär Arlbrandt